# María Pedraza
María Pedraza (ur. 26 stycznia 1996 w Madrycie) – hiszpańska aktorka i tancerka.

## Życiorys
Urodziła się 26 stycznia 1996 w Madrycie. W wieku 8 lat zaczęła naukę baletu, a później również aktorstwa. Została odkryta na Instagramie przez reżysera Estebana Crespo, który zaprosił ją na przesłuchanie, gdzie dostała główną rolę w filmie Pierwsza miłość, którego premiera odbyła się w 2017 roku. W tym samym roku zagrała w serialach Si fueras tú i Dom z papieru. W 2018 roku zagrała główną rolę w serialu Netflixa Szkoła dla elity. Ponadto zagrała w takich produkcjach jak Toy boy, Kogo zabrałbyś na bezludna wyspę?, El verano que vivimos oraz Poliamor para principiantes.
W latach 2018–2020 była w związku z aktorem Jaime Lorente.

## Filmografia

### Filmy
| Rok  | Tytuł                             | Rola          |
| ---- | --------------------------------- | ------------- |
| 2017 | Pierwsza miłość                   | Laura         |
| 2019 | Kogo zabrałbyś na bezludna wyspę? | Marta Garnica |
| 2020 | El verano que vivimos             | Adela Ibáñez  |
| 2021 | Poliamor para principiantes       | Amanda        |
| TBA  | Las niñas de cristal              | Irene         |

### Seriale
| Rok  | Tytuł            | Rola                                    |
| ---- | ---------------- | --------------------------------------- |
| 2017 | Si fueras tú     | Alba Ruiz Alonso Cristina «Cris» Romero |
| 2017 | Dom z papieru    | Alison Parker                           |
| 2018 | Szkoła dla Elity | Marina Nunier Osuna                     |
| 2019 | Toy Boy          | Triana Marín                            |